# アザミウマ
アザミウマ（薊馬）は、アザミウマ目（Thysanoptera）に属する昆虫の総称である。微小で細い体型の昆虫で、翅は膜質でなく棒状の本体に細かい房状の毛が羽毛のように密生する形になる。英語からスリップス（Thrips）とも呼ぶ。現生種は5,000種ほど知られる。学名のThysanopteraは、ふさを意味するthysanosと、翅を意味するpteronを合わせたものである。

## 特徴
細長い体の昆虫。頭部も長いものが多く、ウマの名はここからの連想と思われる。足は短く、運動はあまり活発ではない。翅は一般の昆虫のように広く薄い膜ではなく、棒状のものの周囲に、一面に長い毛が生えたものである。アザミウマ目の旧名である総翅目はこれに由来する。
一般に体長は1mm以下程で、飛翔能力は乏しいが風に乗って遠くへ移動する。口器は左右非対称のパーツが円錐状に組み合わさっていて吸汁用に特殊化しており、いずれも穴を開け内容物を吸い取る摂食法を行うが、縁の近いカメムシ目のように長い口吻を持たないため、餌生物の体の深部から食物をとることはできない。植物食者の場合には表皮に穴を開けて、その下の柔組織の細胞の内容物を吸い取る。花粉や菌類の胞子の細胞壁に穴を開けて、中身を吸い取る種も多い。
和名は、「馬出よ」などといいながら、アザミの花を振って、出てきた花粉食のアザミウマを数える古い時代の子供の遊びに由来する。

## 生活史
不完全変態で、幼虫は成虫に似た姿である。ただし、成虫となる前に摂食せず行動も鈍くなる蛹と呼ばれる時期が1期あるいは2期ある。この時期の形態は幼虫と大差なく、また成虫の形態も幼虫に単に翅をつけたような形であるが、完全変態の昆虫と同様に大食細胞による幼虫器官の多くの破壊と、少数の細胞による成虫器官の新生が起こっていることが確認されている。
なお、アザミウマは受精せずに発生すれば雄に、受精すると雌になるという、ハチ目と同様な性質を持っている。真社会性の考え方が注目を集めた1980年代に、ハチ類の社会性の発達とこの性決定様式とに深い関係があると見なされた。その際に、他の昆虫でも同様の例がないかと探すことが行われ、注目を受けたものの一つがアザミウマ類である。上記の性決定様式を持つ上に、よく集中して生活しているのが知られていたので、ここから新たな真社会性の種が発見されるのではないかと考えられ、その後オーストラリアで若干数の社会性の種が発見された。

## 人間との関わり
植物を食害する種が目立ち、農作物を加害する種は農業害虫とされる。これらは条件が合うとしばしば大発生し、特に近年は温室栽培作物での重要な害虫となっている。
しかし、アリガタシマアザミウマはミナミキイロアザミウマやナミハダニ、シルバーリーフコナジラミ及びマメハモグリバエを捕食する事から生物農薬への応用が研究され、日本において2003年キュウリとナスの農薬として登録されたが、季節や温度条件の制約もある。

## 分類
- アザミウマ（穿孔）亜目 Terebrantia
  - Adiheterothripidae 科
  - シマアザミウマ科 Aeolothripidae - アリガタシマアザミウマ
  - Fauriellidae 科
  - Heterothripidae 科
  - Melanthripidae 科
  - メロアザミウマ科 Merothripidae - スベスベメロアザミウマ
  - アザミウマ科 Thripidae - ミカンキイロアザミウマ、ミナミキイロアザミウマ、ネギアザミウマ、ヒラズハナアザミウマ
  - Uzelothripidae 科
- クダアザミウマ（有管）亜目 Tubulifera
  - クダアザミウマ科 Phlaeothripidae - アカメガシワクダアザミウマ